# Mythimna albomarginata
Mythimna albomarginata es una polilla de la familia Noctuidae. Se encuentra en las Filipinas, Borneo, Java y Taiwán.

## Subespecies
- Mythimna albomarginata albomarginata
- Mythimna albomarginata rubea Yoshimatsu, 1994 (Taiwán)